# 台所町 (横手市)
台所町（だいどころまち）は、秋田県横手市の町。郵便番号は013-0003。

## 地理
横手市の中央北部に位置する。東で追廻、西で大鳥町、南で新坂町、北で杉沢と隣接する。丘陵地にあり、付近には大鳥井山遺跡がある。秋田県道272号御所野安田線が東端を掠めている。

## 世帯数と人口
2020年（令和2年）10月1日現在の世帯数と人口は以下の通りである。
| 丁目   | 世帯数 | 人口  |
| ------ | ------ | ----- |
| 台所町 | 53世帯 | 132人 |

## 小・中学校の学区
市立小・中学校に通う場合、学区（校区）は以下の通りとなる。
| 番地 | 小学校             | 中学校               |
| ---- | ------------------ | -------------------- |
| 全域 | 横手市立朝倉小学校 | 横手市立横手北中学校 |

## 交通

### 鉄道
町内に駅はない。最寄り駅は駅前町にあるJR東日本奥羽本線・北上線の横手駅。

### 道路
- 秋田県道272号御所野安田線